# The Trammps
The Trammps (Трэммпс) — американская музыкальная диско-группа.
Музыкальный сайт AllMusic называет The Trammps самой соульной вокальной группой из тех, что работали в стиле диско. Была основана в 1960-х годах, сначала называлась «The Volcanos» и также какое-то время «The Moods».
Первый состав группы был:
- Джин Фейт (англ. Gene Faith) — лид-вокал
- Эрл Янг (англ. Earl Young)
- Джимми Эллис (англ. Jimmy Ellis)
- Деннис Харрис (англ. Dennis Harris) — гитара
- Рон Керси (англ. Ron Kersey) — клавишные
- Джон Харт (англ. John Hart) — орган
- Стенли Уйэд (англ. Stanley Wade) — бас-гитара
- Майкл Томас (англ. Michael Thomas) — ударные[1].

Затем происходили различные изменения и переименования. И в середине 1970-х группа возникла уже с названием The Trammps в следующем составе:
- Джимми Эллис (англ. Jimmy Ellis) — лид-вокал
- Норман Харрис (англ. Norman Harris)
- Стенли Уйэд (англ. Stanley Wade) — бас-гитара
- Роберт Апчёрч (англ. Robert Upchurch)
- Эрл Янг (англ. Earl Young)[1].

Первым синглом группы, который попал в чарты, был «Zing! Went the Strings of My Heart» (17 место в ритм-н-блюзовом чарте «Билборда» в 1972 году) — кавер-версия песни Джуди Гарланд 1940-х годов.
Но, как пишет AllMusic,

[...] несмотря на свою заслуженную репутацию и бурные, ликующие гармонии и звук, The Trammps никогда не пользовались огромным коммерческим успехом, даже во время расцвета диско. И на самом деле, с 1972 по 1978 годы у них было только три хита в первой десятке ритм-н-блюзового чарта, и такие замечательные записи, как «Soul Bones», «Ninety-Nine and a Half» и «I Feel Like I’ve Been Livin’ (On the Dark Side of the Moon)» в чартах застряли [вверх не пошли], несмотря на то, что были любимы как клубными аудиториями, так и поклонниками [жанра] R&B. Их единственным огромным хитом был «Disco Inferno» в 1977 году, который был на 9 месте в ритм-н-блюзовом чарте в 1977 году и также был включён в саундтрек к фильму «Лихорадка субботнего вечера». И всё же он промазал мимо первой десятки в поп-чарте [Hot 100]. Но доблесть [группы] Trammps не может быть измерена популярностью в чартах; звучный, радостный вокал Эллиса блестяще выражал (отражал) праздничный пыл и атмосферу, которые сделали диско одновременно и любимым, и ненавидимым любителями музыки.

## Состав
- См. «The Trammps § Band members» в английском разделе.

## Признание
Песня «Disco Inferno» в исполнении группы The Trammps входит в составленный Залом славы рок-н-ролла список 500 Songs That Shaped Rock and Roll.

## Дискография
- См. «The Trammps § Discography» в английском разделе.